# Thule-Inseln
Die Thule-Inseln sind eine Gruppe kleiner Inseln im Archipel der Südlichen Orkneyinseln. Sie liegen 400 m südwestlich des Balin Point im nordwestlichen Teil der Borge Bay von Signy Island.
Die Gruppe war mindestens seit 1916 unter dem Namen Thule Rocks bekannt. Nach Vermessungen durch den Falkland Islands Dependencies Survey im Jahr 1947 nahm das UK Antarctic Place-Names Committee 1959 eine Anpassung der Benennung vor. Namensgeber ist das norwegische Walfangschiff Thule, das in zwei Kampagnen zwischen 1912 und 1914 als Fabrikschiff in den Gewässern um die Südlichen Orkneyinseln operiert hatte.